# Polonaise "Vĩnh biệt quê hương" (Ogiński)
Polonaise "Vĩnh biệt quê hương" (còn được gọi là bản Polonaise Ogiński, hay Polonaise số 13 theo tên gọi của tác giả) là bản polonaise được sáng tác theo cung La thứ bởi Michał Kleofas Ogiński. Bản nhạc được sáng tác độc tấu dành cho đàn piano vào năm 1794. Đây là một trong những bản polonaise nổi tiếng nhất được sáng tác vào trước thời kì của Frédéric Chopin.

## Bối cảnh
Năm 1794, Ogiński tham gia vào cuộc Nổi dậy Kościuszko chống lại sự đàn áp của Đế quốc Nga và Phổ. Ông chỉ huy một trung đoàn kỵ binh được trang bị súng trường hoạt động ở các quận Vilkomir, Sventsyansky, Braslav. Cuộc khởi nghĩa thất bại nhanh chóng. Cuộc khởi nghĩa thất bại buộc Ogiński phải lưu vong sang Venice. Cũng trong năm này, bản polonaise ra đời và được xuất hiện lần đầu tiên trên báo in. Cho đến hiện nay, bản viết tay gốc của nhà soạn nhạc đã không còn tồn tại.

## Phân tích
Bản nhạc được bắt đầu với một giai điệu dịu dàng, giữa bài xuất hiện âm hình tiết tấu đặc trưng của polonaise, tạo sự sinh động cho bản nhạc. Toàn bộ chiều dài của bản nhạc tạo nên không khí u sầu và những đoạn nhạc như đưa vào hồi tưởng về quá khứ: một cảm giác mênh mang và trống trải trong tâm hồn khi nhớ về Tổ quốc tươi đẹp đã vĩnh viễn mất đi, không bao giờ có thể quay về nữa.
Bản polonaise "Vĩnh biệt quê hương", cùng với các bản polonaise khác của Ogiński đã góp phần định hinh lại mục đích của các bản polonaise: từ một bản nhạc chỉ để khiêu vũ thuần túy trở thành một hình thức nghệ thuật thu nhỏ hơn, một bản nhạc để nghe.

## Phổ biến
Bản polonaise được xem như là một trong những bản polonaise nổi tiếng nhất, đặc biệt là ở Ba Lan và Belarus. Nó được chuyển thể thành bài hát có lời, một bản tiếng Ba Lan được viết bởi Halina Szymulska và một bản tiếng Belarus được viết bởi Vyacheslav Sharapov và thể hiện bởi nhóm Piesnary. Bản nhạc cũng là nguồn gốc cho tên gọi con tàu Polonez phục vụ trên tuyến đường sắt nối Warszawa - Minsk - Moskva từ năm 1973 đến năm 2019. Khi con tàu Polonez đến trạm đường sắt Moscow Belorussky tại Moskva, bản nhạc polonaise thường được vang lên từ những chiếc loa trên tàu.
Từ năm 1991 đến năm 1993, tại Cộng hòa Belarus đã có một dự thảo lấy bản Polonaise Ogiński làm quốc ca. Ngày 8 tháng 9 năm 1992, trong buổi lễ tuyên thệ trung thành của Lực lượng vũ trang Belarus, bản polonaise cũng được vang lên trên Quảng trường Độc lập ở Minsk như một bản quốc ca không chính thức.
Trong văn hóa đại chúng, bản polonaise là nguồn cảm hứng cho tiểu thuyết lịch sử mang tên "Polonez Ogińskiego" của Antoni Wysocki được viết vào năm 1937. Bản nhạc cũng chính là cốt truyện chính của bộ phim Liên Xô "Bản nhạc Pô-lô-ne" được sản xuất bởi hãng phim Belarusfilm vào năm 1971, kể về câu chuyện của nghệ sĩ chơi đàn organ người Ba Lan ẩn náu tại ngôi làng Dzyatlava thuộc Belarus, thường xuyên giúp đỡ những đảng viên Liên Xô trong Chiến tranh thế giới thứ hai, thời gian Đức Quốc Xã chiếm đóng ngôi làng này.

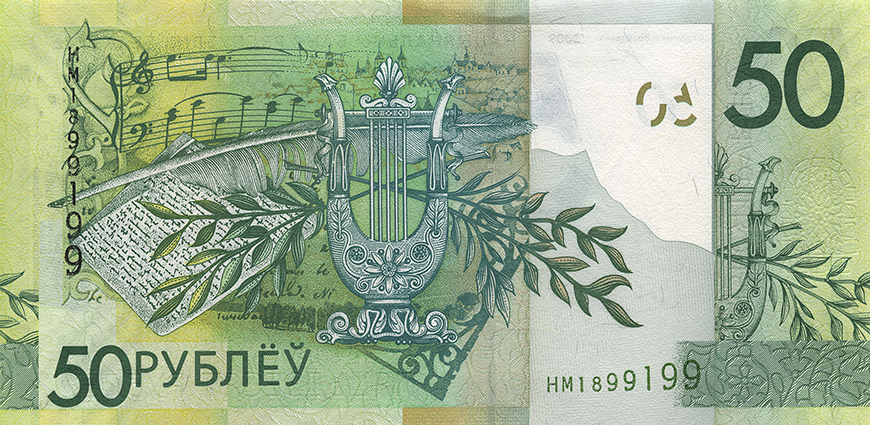
Mặt sau của tờ tiền 50 Rúp Belarus, phiên bản năm 2009 với sự xuất hiện của ô nhịp thứ sáu của polonaise.

Ô nhịp thứ sáu của bản Polonaise được xuất hiện ở mặt sau của tờ tiền 50 Rúp Belarus phiên bản năm 2009.